# Dhulehole, Harihar
Dhulehole là một làng thuộc tehsil Harihar, huyện Davanagere, bang Karnataka, Ấn Độ.